# Чалбачинский сельсовет
Чалбачи́нский сельсове́т — сельское поселение в Зейском районе Амурской области.
Административный центр — село Чалбачи.

## История
Чалбачинский сельсовет образован решением исполкома Амурского областного Совета народных депутатов от 23 мая 1979 года № 246.
31 октября 2005 года в соответствии с Законом Амурской области № 73-ОЗ муниципальное образование наделено статусом сельского поселения.

## Население
| 2002 | 2010 | 2011 | 2012 | 2013 | 2014 | 2015 |
| ---- | ---- | ---- | ---- | ---- | ---- | ---- |
| 388  | ↘305 | ↘304 | ↗312 | ↘302 | ↘298 | ↗303 |
| 2016 | 2017 | 2018 | 2021 |      |      |      |
| ↘287 | ↘286 | ↘273 | ↘198 |      |      |      |

## Состав сельского поселения
| № | Населённый пункт | Тип населённого пункта       | Население |
| - | ---------------- | ---------------------------- | --------- |
| 1 | Чалбачи          | село, административный центр | ↘198      |